# Österreichisches Bankwesen

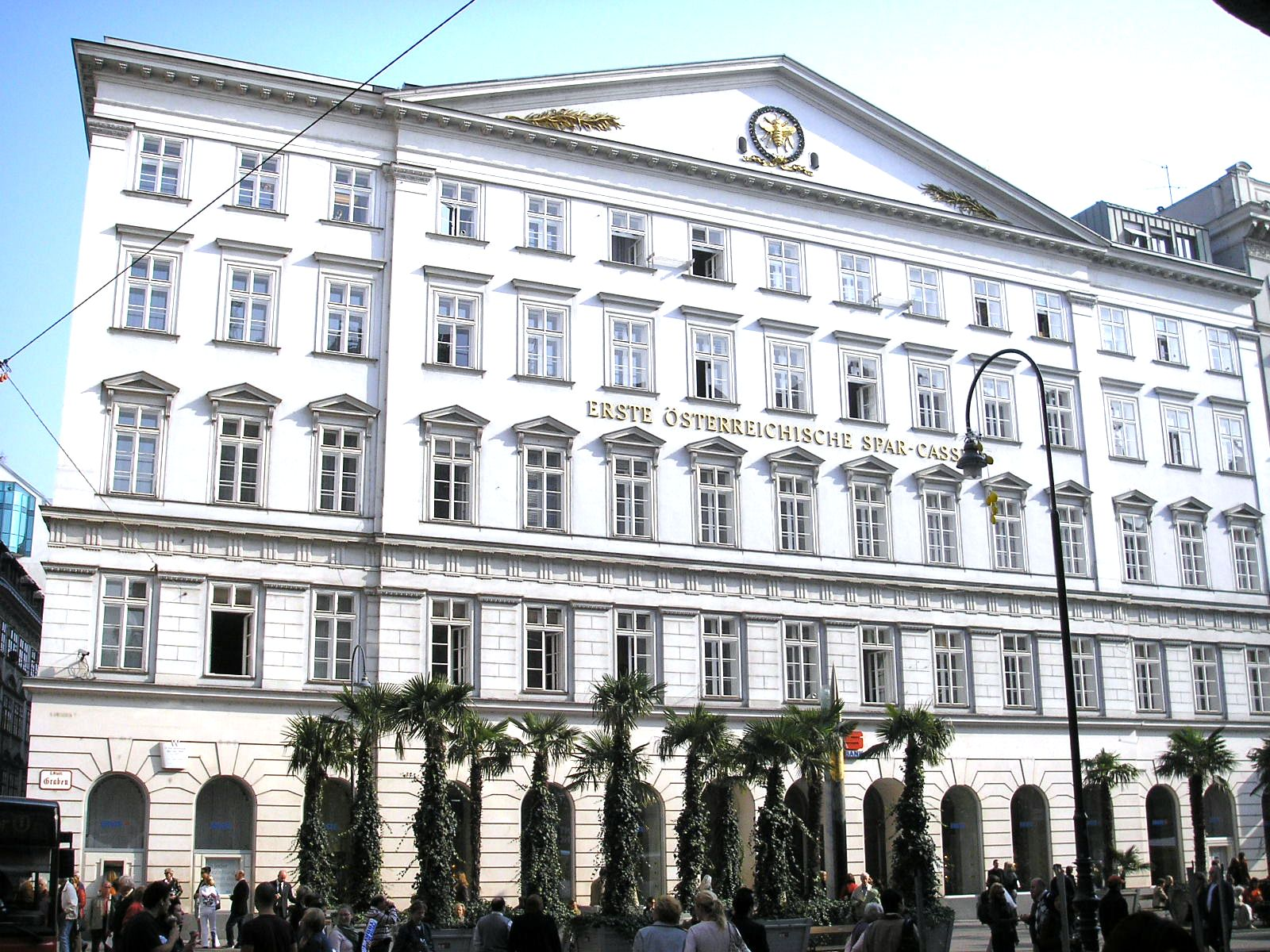
Ehemaliger Sitz der größten Bank Österreichs, der Erste Bank, in Wien

In Österreich besteht eines der dichtesten Bankennetze Europas, in dem Ende 2012 809 Kreditinstitute insgesamt 4.468 Zweigstellen betrieben. Die Zahl der Banken und Zweigstellen nimmt aufgrund von Fusionen und Einsparungen seit den 1990er-Jahren kontinuierlich ab.

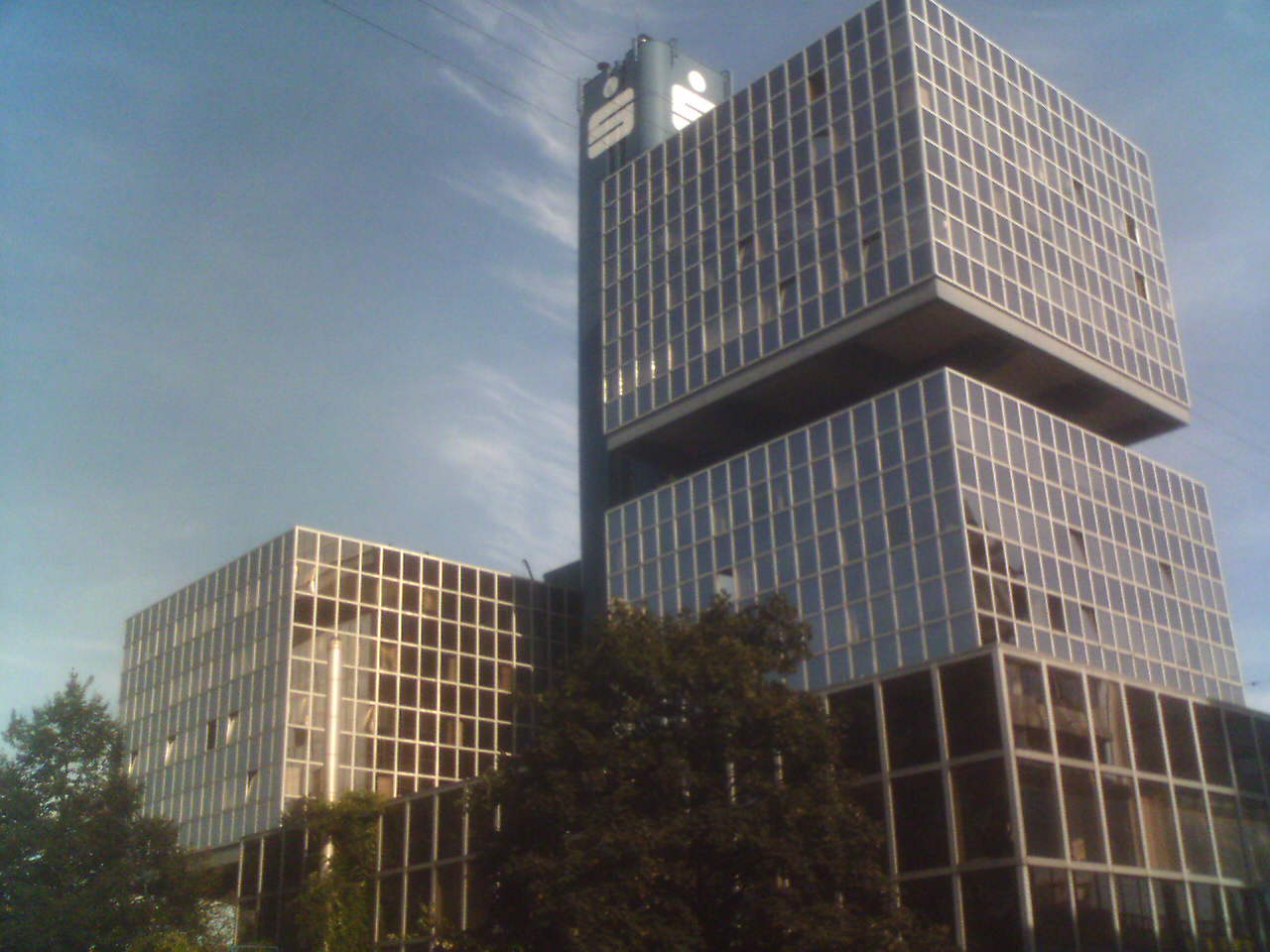
Sitz der Sparkasse Oberösterreich, in Linz-Urfahr

In Österreich wird zwischen Banken mit einstufigen und mehrstufigen Sektoren sowie nach ihrer Rechtsform und nach ihrer Zugehörigkeit zum jeweiligen Fachverband unterschieden.
- Einstufige Sektorbanken:

Aktienbanken, Landes-Hypothekenbanken, Bausparkassen und Sonderbanken
- Zweistufige Sektorbanken:

Sparkassen und Volksbanken
- Dreistufigen Sektorbanken:

Raiffeisenbanken
Innerhalb dieser mehrstufigen Sektoren koordiniert existiert jeweils ein Zentralinstitut (Spitzeninstitut), welches für den angeschlossenen Bereich die Koordinierungs- und Geldausgleichsfunktion wahrnimmt. Sie sind somit auch Drehscheibe für Geschäfte mit den anderen Sektoren.

## Gesetzesbestimmungen
Seit der Einführung des Kreditwesengesetzes (KWG) 1979 haben sich die Grenzen zwischen den einzelnen Kreditinstitutarten nach und nach verwischt. Viele Banken entwickelten sich zu Universalbanken, die eine umfassende Palette an Bankdienstleistungen anbieten. Vor dem KWG von 1979 galt für das österreichische Kreditwesen noch immer das seit dem 1. Oktober 1938 in Nazi-Deutschland und im angeschlossenen Österreich gültige Kreditwesengesetz. Das KWG 1979 entstand aufgrund der zunehmenden Liberalisierung des Bankensystems sowie wegen des allgemeinen Trends zu Universalbanken. Durch das rasche Wachstum und vermehrte Tätigkeit der österreichischen Banken im Ausland wurde eine Anpassung an internationale Standards notwendig, was in der Gesetzesnovelle von 1986 geregelt wurde. Per 1. Jänner 1994 wurde das KWG durch das neue Bankwesengesetz (BWG) abgelöst, welches in Hinblick auf EU-Konformität verfasst wurde und auch verbesserte Bestimmungen zum Gläubiger- und Konsumentenschutz enthält. Im Jahr 2002 wurde die Finanzmarktaufsichtsbehörde (FMA) gegründet, welche den österreichischen Bankensektor überwacht.

## Bankgeheimnis
Die österreichischen Banken profitieren lange Zeit vom sehr strengen österreichischen Bankgeheimnis. Nach der Erweiterung der Europäischen Union wurde zwar die Anonymität bei Sparkonten abgeschafft, aber Kontoinhalte dürfen bis heute ohne richterliche Anordnung nicht preisgegeben werden. Allerdings wird derzeit (Mai 2013) der Informationsaustausch mit ausländischen Behörden zur Bekämpfung der internationalen Steuerhinterziehung verhandelt. Stark profitieren konnten die österreichischen Banken auch vom Aufbau eines dichten Bankennetzes in den mittel- und osteuropäischen Ländern, welches großteils durch Ankäufe ehemals staatlicher Banken erreicht wurde. Große Anteile des Gewinns der größten österreichischen Banken stammen heute aus dieser Region.

## Banken
Die Erste Bank bildet mit den 53 österreichischen Sparkassen einen gemeinsamen Haftungsverbund. Daher sind im unten stehenden Verzeichnis die Geschäftszahlen der Sparkassen in den Zahlen der Erste-Bank enthalten und es scheinen auch große Bundesländersparkassen nicht mehr gesondert in der Aufstellung der größten österreichischen Kreditinstitute auf. 
| Rang 2022 | Kreditinstitut                                | Bilanzsumme in Mrd. Euro |
| --------- | --------------------------------------------- | ------------------------ |
| 1         | Erste Group Bank AG                           | 373,155                  |
| 2         | Raiffeisen Bank International AG - RBI        | 198,241                  |
| 3         | UniCredit Bank Austria AG                     | 102,745                  |
| 4         | BAWAG Group AG                                | 55,448                   |
| 5         | Raiffeisenlandesbank Oberösterreich AG        | 47,838                   |
| 6         | Raiffeisenlandesbank Niederösterreich-Wien AG | 35,078                   |
| 7         | Oberbank AG                                   | 27,834                   |
| 8         | Steiermärkische Bank und Sparkassen AG        | 21,294                   |
| 9         | Raiffeisen-Landesbank Steiermark              | 17,114                   |
| 10        | Allgemeine Sparkasse Oberösterreich Bank AG   | 15,726                   |

## Geschichte

### Mittelalter und frühe Neuzeit
Mit dem Aufblühen des Fernhandels im Hochmittelalter wie auch den Pilgerfahrten wurde der unbare Geldverkehr mittels Kreditbriefen (Wechsel) populär. Damit fanden insbesondere der Templerorden (die Templerniederlassungen im heutigen Österreich gehörten zur böhmisch-österreichischen Kommende des Ordens) und vermehrt norditalienische Kaufleute (sog. Lombarden) einen Weg, faktisch Kredite gegen Zins zu vergeben, ohne formell gegen das religiös bedingte Zinsverbot zu verstoßen.
In Folge traten ab etwa 1240 vermehrt diese norditalienischen Kaufleute auch als Bankiers und Geldverleiher in den damals bedeutenden Städten Europas auf und finanzierten über Kredite den Handel, so etwa auch in Innsbruck. 
Gewerbliche Geldangelegenheiten wurden aber auch innerhalb der jeweiligen Zünfte abgewickelt. Privatpersonen wiederum konnten etwa in den Pfarrhäusern Geld deponieren und ab 1707 im ersten Versatzamt (heute Dorotheum) der Monarchie gegen Verpfändung von Gebrauchsgegenständen Darlehen aufnehmen, daneben existierten weiterhin die traditionellen privaten Geldverleiher.

### Kreditwesen in Österreich bis zum 19. Jahrhundert
Als wichtigste Geldgeber des Kaiserhauses dienten lange Zeit „Hofjuden“ genannte jüdische Bankiers, da für Christen das Zinsverbot galt. Diese dienten oft verschiedenen Herrscherhäusern, manchmal aber auch nur einem, wodurch sie auch von diesem abhängig waren. Diese Hoffaktoren samt Hausstand und Gefolgschaft sowie Handelskorrespondenten zählten nach der Wiener Gesera von 1421 (siehe auch Geschichte der Juden in Österreich) lange Zeit zu den wenigen per Schutzpatent „geduldeten“ Juden in einer christlich-antisemitisch gesinnten Gesellschaft. Ein solcher Hoffaktor und auch Heereslieferant war ab 1672 bis zu seinem Tod 1703 der auch für deutsche Fürsten tätige Samuel Oppenheimer. In diesem Zeitraum war er der wichtigste Kreditgeber und ein wichtiger Heereslieferant der österreichischen Armee. Er finanzierte für Kaiser Leopold I. unter anderem den Holländischen Krieg und beschaffte Heeresausstattung aus vielen europäischen Ländern unter anderem für den großen Türkenkrieg. Die als Kredite bereitgestellten Gelder kamen jedoch keineswegs aus seiner eigenen Kasse alleine. Über Mittelsmänner und Lieferanten waren an den Geschäften in der Regel auch in großem Umfang (christlicher) Adel und Hochadel beteiligt.
Nach Oppenheimers Tod 1703 entstand eine schwere Finanzkrise, da das Kaiserhaus sich nicht mehr zur Rückzahlung der fünf Millionen Gulden betragenden Schulden verpflichtet fühlte. Die zahlreichen Geldgeber Oppenheimers blieben somit auf ihren Krediten sitzen und gerieten in finanzielle Schwierigkeiten. Um den finanziellen Forderungen der Gläubiger zu entgehen, erklärte die Regierung über Oppenheimers Nachlass den Bankrott. Es kam zu einer großen Kapitalflucht, die Kredite an Österreich kamen zum Erliegen. Der Präsident der Hofkammer, Gundaker Thomas Graf Starhemberg, soll diese Angelegenheit als derart schädlich für die Habsburgermonarchie bezeichnet haben, dass „Frankreich für sich und gegen den Kaiser nichts Kräftigeres [hätte] ersinnen konnen“. Die Forderungen der Gläubiger mussten schließlich anerkannt werden. Zu diesem Zwecke wurde 1703 nach dem venetianischen Vorbild die Banco del Giro als erste Bank Österreichs gegründet. Als rein dem Schuldendienst dienende Bank mit finanzieller Unterausstattung ging sie jedoch 1705 bereits bankrott. Als Nachfolger der Banco del Giro wurde 1706 die Wiener Stadtbank gegründet, die ebenfalls ausschließlich der Finanzierung der Vorhaben der absolutistischen Herrscher diente.
Zum Nachfolger Oppenheimers als Hoffaktor wurde am 29. August 1703 dessen Neffe Samson Wertheimer ernannt. Dieser betätigte sich ausschließlich im Geldgeschäft. Ihm folgte 1708 sein Sohn Wolf Wertheimer nach.
Erst im Zuge der industriellen Revolution nahmen die Banken zunehmend die Rolle des Vermittlers zwischen Privatpersonen und Wirtschaft an, sodass privates Vermögen nun nicht mehr ungenützt in den Haushalten herumlag, sondern an Kreditnehmer verliehen werden konnte. Im 19. Jahrhundert begann sich das Bankenwesen allmählich in verschiedene Sektoren aufzuspalten, von denen sich jeder auf eine bestimmte Kundengruppe spezialisierte.

### Zeitalter der Industrialisierung und 20. Jahrhundert

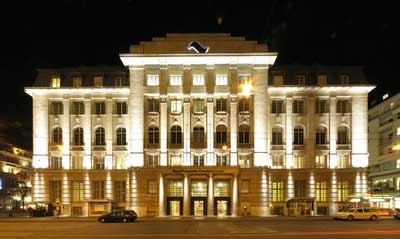
Sitz der ehemaligen Creditanstalt am Schottenring und ehemalige Zentrale der Bank Austria (ehemals größte Bank Österreichs)

Als ein Mitglied der bedeutenden deutschen Bankiers-Familie Rothschild, Salomon Meyer Freiherr von Rothschild, im Jahr 1819 nach Wien übersiedelt, und 1820 eine Bank eröffnet, beginnt damit die Geschichte des bedeutendsten Kreditinstitutes der Österreichisch-Ungarischen Monarchie und darüber hinaus. Das Haus fungierte als Wirtschaftsbank und finanzierte große Projekte der Industrialisierung Österreichs, wie z. B. den Ausbau der Nordbahn ab 1830, und diente böhmischen und Westungarischen grundbesitzenden Adeligen als großer Kreditgeber. 1855 gründete sein Sohn aus diesem Bankhaus die k. k. privilegierte Österreichische Credit-Anstalt für Handel und Gewerbe, kurz Creditanstalt, welche während der gesamten Zeit der Donaumonarchie die bedeutendste Wirtschaftsbank bleiben sollte.
Größter Konkurrent war die 1880 als Tochter einer französischen Bank gegründete Länderbank, und mit der „Österreichischen Alpine Montangesellschaft“ 1881 auch den größten Industriekonzern des Alpenraums gründete. Bereits 1882 löste sich die Länderbank von ihrer französischen Mutter.
Bereits 1863 erfolgte mit englischem und österreichischem Kapital die Gründung der Anglo-Österreichischen Bank, deren Niederlassungen in Österreich 1926 die Creditanstalt übernahm. Ebenfalls 1863 wurde mit französischem Kapital die „Allgemeine k. k. privilegierte Boden-Credit-Anstalt“ gegründet, welche im Vorfeld der Weltwirtschaftskrise von 1929 in schwere finanzielle Nöte geriet, und auf Anordnung der damaligen Bundesregierung 1930 in die Creditanstalt eingegliedert wurde.
Andere Bankgründer – neben den eben erwähnten sowie weiteren ausländischen Investoren – waren zur Zeit des „Bankenbooms“ in der Monarchie, welcher durch die liberale Regierungspolitik gefördert wurde, zumeist heimischer Hochadel oder Persönlichkeiten des Großbürgertums. Diese sicherten sich somit Einfluss auf Wirtschaft und Politik.
Durch den Ersten Weltkrieg hatte sich die gesamte Bankenlandschaft freilich komplett verändert, und nach dem Zweiten Weltkrieg wurden die bedeutendsten Banken per Gesetz verstaatlicht.

### Privatisierungen und Übernahmen (1990er-Jahre)
Aus dem im internationalen Vergleich lange Zeit klein strukturierten Bankwesen in Österreich nach dem Zweiten Weltkrieg bildeten sich zuerst nach mehreren Fusionen unter den verstaatlichten Kreditinstituten einige marktführende Großbanken heraus, und wenig später nach Privatisierung dieser Institute wurden diese auch profitabler und finanzstärker. Den deutlichen Strukturwandel ersieht man daraus, dass die drei größten Banken des Jahres 1990 (Creditanstalt-Bankverein, Girozentrale, Länderbank) im Jahre 2000 nicht mehr als eigenständige Banken existierten. So fusionierte 1990 die Zentralsparkasse mit der Länderbank zur Bank Austria. 1992 vereinigte sich die Girozentrale mit dem ÖCI zur GiroCredit. 1997 übernahm die Bank Austria die Aktienmehrheit an der Creditanstalt, und im selben Jahr wurde die GiroCredit durch die Erste österreichische Spar-Casse-Bank übernommen, welche forthin als Erste Bank der österreichischen Sparkassen firmierte. 1998 wurde die Creditanstalt nach Aufkauf der restlichen Anteile durch die Bank Austria gänzlich übernommen, und das gesamte Unternehmen in Bank Austria Creditanstalt AG (BA-CA) umbenannt. Die nun größte Bank Österreichs sollte jedoch nicht lange eigenständig existieren, da bereits 2000 die HypoVereinsbank (HVB) die Aktienmehrheit übernahm. Die große Gewinne schreibende BA-CA diente rasch als Überlebenshilfe für die HVB, als diese aufgrund großer Verluste in eine schwere Krise schlitterte. Nachdem die BA-CA-Aktien einst bereits von der Börse genommen wurden, gab die HVB aufgrund der schweren Finanznot wenige Jahre später 25 % der BA-CA wieder an die Wiener Börse, wo die Aktie rasch stark an Wert zunahm. Die Krise der HVB endete letztlich 2005 in einer Übernahme durch die italienische Unicredit, die im Jänner 2007 entschied, die BA-CA-Aktien wieder von der Börse zu nehmen.

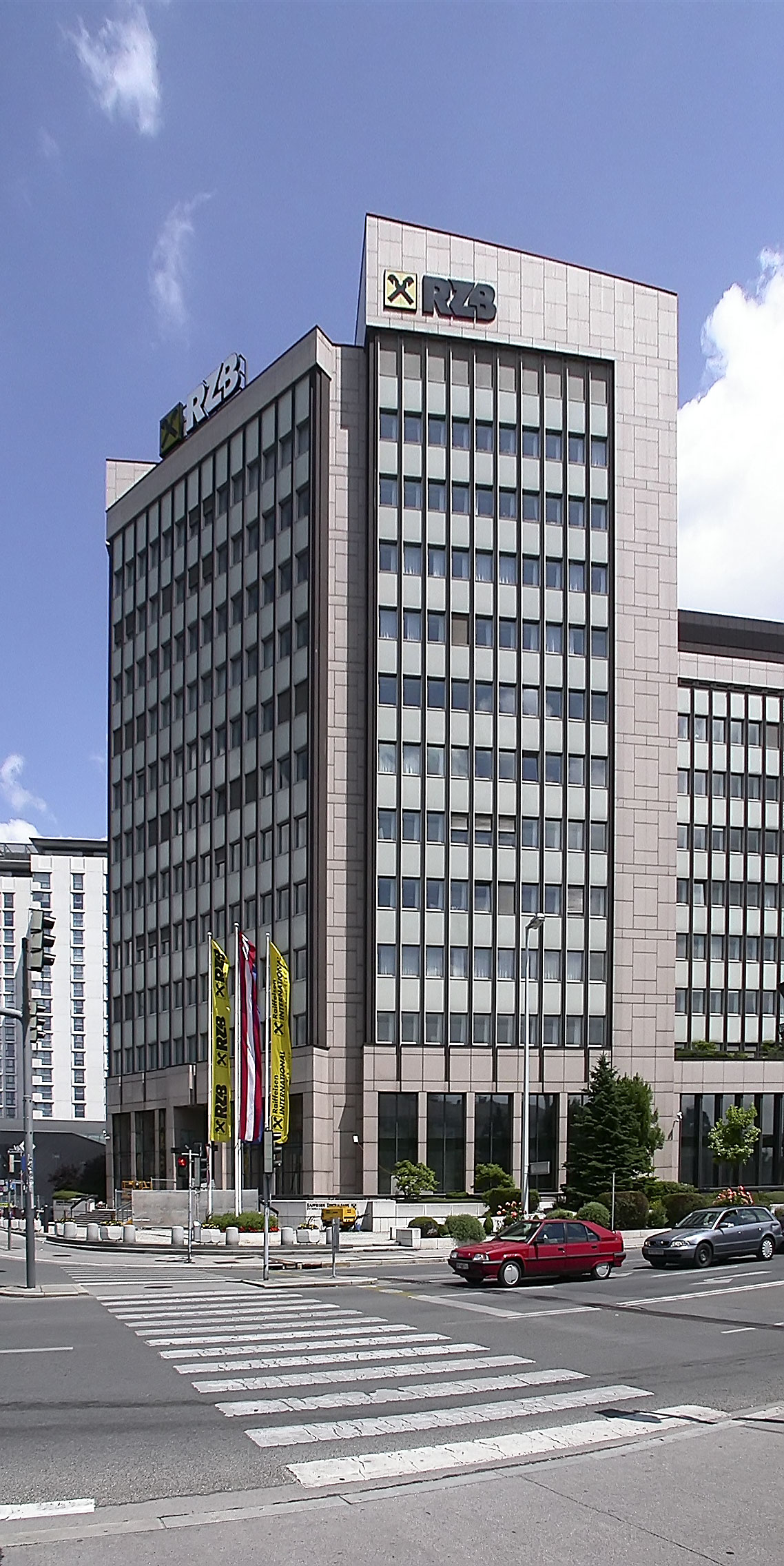
Sitz der Raiffeisen Zentralbank in Wien

Die genossenschaftlich organisierte Raiffeisen-Gruppe begann sich nach einigen Umstrukturierungen ebenfalls stärker zu positionieren. Das 1978 erlassene neue Kreditwesengesetz schrieb vor, dass ab 1981 für die Leitung einer österreichischen Bank mindestens zwei hauptamtliche Geschäftsleiter bestellt werden müssen. Dieses Vier-Augen-Prinzip löste eine Fusionswelle bei den Raiffeisenbanken aus, wodurch die Anzahl der selbstständigen Institute innerhalb von fünf Jahren halbiert wurde. Bis 2007 ist die Anzahl der österreichischen Raiffeisenbanken weiter auf 566 (mit insgesamt über 2260 Bankstellen) zurückgegangen. Die Raiffeisen Zentralbank (RZB) forcierte ihre Tätigkeiten im Effekten- und Immobiliengeschäft, und mit Raiffeisen International (RI) wurde eine Tochtergesellschaft gegründet, welche für die ausländischen Niederlassungen, vorwiegend im osteuropäischen Raum, zuständig ist und ein sehr dynamisches Wachstum aufweist. Am 10. Oktober 2010 fusionierten Teile der RZB mit der RI zur Raiffeisen Bank International.
Auch im Bereich der österreichischen Sparkassen hat sich seit 1997 ein beachtlicher Strukturwandel vollzogen. Der Erste Bank ist es gelungen, den österreichischen Sparkassen eine weitgehend einheitliche Ausrichtung zu geben, um dadurch eine Verstärkung des Marktauftrittes zu erreichen. Erleichtert wurde dies durch Beteiligungen der Ersten bei einigen großen Landessparkassen. Gleichzeitig hat die Erste Bank in Mittel- und Osteuropa ein großes Bankstellennetz aufgebaut. Viele sogenannte Gemeindesparkassen, bei denen die Gemeinden zwar nicht Eigentümer aber Haftungsträger waren, wurden von größeren Instituten übernommen, wobei die Haftungsgemeinden dafür beachtliche Entschädigungsbeträge bekamen. Dadurch ist die Anzahl der selbständigen Regionalsparkassen auf derzeit 53 zurückgegangen.
Die seinerzeit größte Sparkasse Österreichs, die Bank Austria als Rechtsnachfolgerin der Zentralsparkasse der Gemeinde Wien ist aus dem Sparkassensektor ausgeschieden. Sie hat 2004 ihren Austritt aus dem Sparkassenverband bekannt gegeben.
Eine weitere große Bank ist die Bank für Arbeit und Wirtschaft (BAWAG), die bis 2006 zum größten Teil dem ÖGB gehörte. 2005 fusionierte sie mit der österreichischen Postsparkasse (PSK). Diese war bis 1997 eine Anstalt des öffentlichen Rechts und wurde in eine Aktiengesellschaft umgewandelt, die im Jahr 2000 privatisiert wurde. Die Kooperation mit der Österreichischen Post AG (bzw. der Post- und Telekom Austria AG) wurde aufrechterhalten. Die Bank ist auch weiterhin gesetzlich verankerte Bank des Bundes (§ 71 Bundeshaushaltsgesetz). 2005 wurde die Veruntreuung von Bankgeldern in der Höhe von zwei bis drei Milliarden Euro durch hohe Manager als BAWAG-Affäre bekannt. Da der ÖGB für Verluste der Bank haftet, war er gezwungen die BAWAG-P.S.K. zu verkaufen. Neuer Mehrheitseigentümer ist das US-amerikanische Fondsmanagementunternehmen Cerberus. Der Kaufpreis betrug 3,2 Milliarden Euro.
Im Frühjahr 2006 wurde der Verkauf der Bank Burgenland nach bereits zwei gescheiterten Verkaufsversuchen besiegelt. Neuer Besitzer ist die Versicherung Grazer Wechselseitige, die sich gegen das bestbietende ukrainische Konsortium durchsetzte. Im Mai 2007 wurde die Bayerische Landesbank, die BayernLB, die Mehrheitseigentümerin der Hypo Group Alpe Adria, mit einem Anteil von 50 % plus einer Aktie.
Im Zuge der globalen Finanzkrise wurden mehrere Banken Österreichs verstaatlicht: 2008 übernahm der Staat die Kommunalkredit angesichts hoher Verluste auf ihr CDS-Portfolio, 2009 folgte die Hypo Group Alpe Adria, nachdem die BayernLB nicht bereit und in der Lage war, die Hypo Group Alpe Adria ausreichend zu rekapitalisieren. 2012 wurde die Österreichische Volksbanken AG (ÖVAG) nach hohen Verlusten teilverstaatlicht (Kapitalanteil der Republik Österreich 43,3 %).

### Expansion nach Ost- und Zentraleuropa (seit 1990er)
Anfang der 1990er, nach dem Fall des Eisernen Vorhangs, nutzten einige Banken rasch die neuen Expansionsmöglichkeiten im bankwirtschaftlich unterentwickelten ehemaligen Ostblock, allen voran in den direkten Nachbarländern, wodurch Österreichs Banken erstmals die Gelegenheit bekamen auch im Ausland im größeren Stil Fuß zu fassen. Dies war in Westeuropa, welches Österreich lange Zeit wirtschaftlich überlegen war, und einen traditionell stärkeren Bankensektor mit hoher Durchdringungsrate verfügte, nie möglich. Dort beschränken sich die heimischen Banken nach wie vor auf an Österreich angrenzende Regionen, namentlich Bayern, und ansonsten auf einige wenige repräsentative Bankstellen in den Großstädten, falls überhaupt.
Mit der raschen Erweiterung sicherten sich die größten heimischen Banken einen nicht unwesentlichen Startvorteil gegenüber ausländischen Konkurrenten, die großteils sehr vorsichtig in die Länder des ehemaligen Ostblocks expandierten. Erst als sich der Erfolg der österreichischen Banken in Ländern wie Tschechien, Slowenien, Slowakei oder Ungarn einstellte, wagten sich mehr und mehr ausländische Kreditinstitute in die mittel- und osteuropäischen Länder, und der Konkurrenzkampf wurde härter, was auch in den immer größeren Aufschlägen auf den Buchwert bei Übernahmeangeboten für dort ansässige Banken hervorgeht. Konnten noch im Jahr 2001 osteuropäische Banken um einen Buchwert-Multiplikator von 1,8 übernommen werden, zahlen die kaufenden Banken seit 2003 fast ausnahmslos mehr als 2,5-fache und seit 2004 ist eine osteuropäische Großbank nicht mehr unter ihrem 3-fachen Buchwert zu erhalten. Den größten Aufschlag auf den Buchwert musste bisher die Erste Bank für seine Übernahme der rumänischen Banca Comercială Română hinblättern. Der fixierte Übernahmepreis von 3,751 Milliarden Euro ist die bisher größte Auslandsinvestition eines österreichischen Unternehmens, und das, obwohl vorerst nur 62 % gekauft werden. Der Aufschlag auf den von Analysten angegebenen Buchwert betrug 480 %, also das 5,8-fache des Buchwerts. Derart hohe Aufschläge sind im Bankwesen absolut unüblich und sind dadurch zu erklären, dass nur noch wenige große osteuropäische Banken zum Verkauf anstehen, und mittlerweile sämtliche Großbanken der Welt auf die enormen Wachstumsmöglichkeiten im MOEL-Raum aufmerksam geworden sind.
Österreichs Banken sind unter allen EU-Ländern die größten Geldgeber in den mittel- und osteuropäischen Ländern, einschließlich Russland, Ukraine und Türkei. 16,1 % der bei EU-Banken offenen Kredite im Ausmaß von 1,44 Billionen Euro, entfielen zu Jahresende 2012 auf österreichische Banken. An zweiter und dritter Stelle folgten Italien mit 13,5 % und Deutschland mit etwa 10 %. Anfang 2012 hatten österreichische Banken 232 Milliarden US-Dollar (175,8 Milliarden Euro) an Krediten in diesem Raum offen, was 58,4 % des österreichischen Bruttoinlandsprodukts entspricht. Diese Fakten wurden angesichts der Finanzkrise ab 2007 von internationalen Wirtschaftsexperten und -medien manchmal als bedrohlich für die österreichischen Banken und die österreichische Wirtschaft an sich angesehen, da in Osteuropa große Kreditausfälle anfallen können. Österreichische Banken entgegnen diesen Befürchtungen jedoch mit dem Verweis auf die unterschiedliche Lage in einzelnen Staaten, den Schwerpunkt im „klassischen Bankgeschäft“ mit Einlagen und Krediten, der höheren Profitabilität und des zu erwartenden höheren Wachstums in dieser Region. Auch die Finanzmarktaufsichtsbehörde warnte davor, die wenig differenzierte US-Sicht von Osteuropa als einer einheitlichen „Gesamtregion“ zu teilen.
Die größten Übernahmen ausländischer Bankinstitute durch österreichische Banken:
1. BCR (Rumänien) durch Erste Bank, 2005, 3,751 Mrd. Euro für 62 %
2. Bank Aval (Ukraine) durch Raiffeisen International, 2005, 836 Mio. Euro für 93,5 %
3. Česká spořitelna (Tschechien) durch Erste Bank, 2000/2001, 530 Mio. Euro für 87,18 % (in mehreren Etappen)
4. Impexbank (Russland) durch Raiffeisen International, 2006, 454 Mio. Euro für 100 % (Kaufpreis kann sich nach Buchprüfungen noch reduzieren)
5. Slovenska Sporitelna (Slowakei) durch Erste Bank, 2000/2001, 425 Mio. Euro für 100 % (in mehreren Etappen)
6. Postabank (Ungarn) durch Erste Bank, 2003, 399 Mio. Euro für 99,98 %
7. Aton Bank (Russland) durch Bank Austria, 2006, 322 Mio. Euro (424 Mio. US-Dollar, per Wechselkurs Mitte Dezember 2006) für 100 %
8. Splitska Banka * (Kroatien) durch Bank Austria, 2002, 132 Mio. Euro für 97 %
9. E-Banka (Tschechien) durch Raiffeisen International, 2006, 130 Mio. Euro für 100 %
10. Banka e Kursimeve e Shqipërisë (Albanische Sparkasse) durch Raiffeisen International, 2004, 125 Mio. US-Dollar für 100 %
11. Biochim (Bulgarien) durch Bank Austria, 2002, 83 Mio. Euro für 97 %
12. Bank Prestige (Ukraine) durch Erste Bank, 2006, 79,4 Mio. Euro für 100 %
13. Istrobanka (Slowakei) durch BAWAG P.S.K., 2001, 51 Mio. Euro für 100 %

* 2006 für rund 1 Milliarde Euro an die Societé Générale veräußert.

## Bedeutende österreichische Banker
Folgende ehemalige und derzeitige Banker haben einen wichtigen Beitrag zur Entwicklung des österreichischen Bankwesens geleistet:
- Gerhard Randa: langjähriger Chef der Bank Austria, CEO der Sberbank Europe AG
- Andreas Mitterlehner: Generaldirektor der Hypo Landesbank Oberösterreich für 16 Jahre
- Peter Bosek: langjähriger Vorstandsvorsitzender der Erste Bank und Vorstandsmitglied der Erste Bank Groupe
- Helmut Hardt: langjähriges Vorstandsmitglied und zuletzt auch Vorstandsvorsitzender der Wiener Privatbank SE
- Ludwig Scharinger: von 1985 bis 2012 war er Generaldirektor und Vorstandsvorsitzender der Raiffeisenlandesbank Oberösterreich
- Alfred Reiter: Vorstandsvorsitzender der Investkredit Bank AG, dabei von 1976 bis 2001 Teil des Vorstandes. Die letzten 7 Jahre ebenso als Generaldirektor tätig.
- Erwin Hameseder: ehemaliger Vorstandsvorsitzender und Generaldirektor der RLB NÖ-Wien. Seit 2012 Obmann der Raiffeisen-Holding NÖ-Wien
- Andreas Treichl: langjähriger Generaldirektor der Erste Bank, 2008 bis 2020 CEO der Erste Group Bank AG
- Igor Strehl: langjähriger CEO der VTB Bank (Austria) AG (ehemals Donau Bank AG) und Vorstandsmitglied der Sberbank Europe AG (ehemals Volksbank International AG)
- Robert Ulm: CEO der Hello bank! mehr als 20 Jahre Erfahrung in der österreichischen Finanzbranche und im Online Brokerage.
- Robert Zadrazil: CEO der Bank-Austria seit 2016 und Präsident des Verbands österreichischer Banken und Bankiers.
- Gerda Holzinger-Burgstaller: CEO der Erste Bank Austria, ist außerdem als CFO und COO tätig
- Heinrich Schaller: Vorstandsvorsitzender der Raiffeisenlandesbank Oberösterreich AG und Generaldirektor der RLB
- Erich Hampel
- Anas Abuzaakouk: Generaldirektor der BAWAG